# رشد اسیدی
رشد اسیدی (انگلیسی: Acid growth)، به توانایی سلول‌های گیاهی و دیواره‌های سلولی گیاه برای کشیده شدن یا انبساط سریع در پی‌اچ پایین (اسیدی) اشاره دارد. دیواره سلولی باید اصلاح شود تا فشار آماسیدگی حفظ شود. این تغییر توسط هورمون‌های گیاهی مانند اکسین کنترل می‌شود. اکسین همچنین بیان برخی از ژن‌های دیواره سلولی را کنترل می‌کند.
این شکل رشد شامل افزایش تعداد سلول‌ها نمی‌شود. در طول رشد اسیدی، سلول‌های گیاهی به‌سرعت بزرگ می‌شوند، زیرا دیواره‌های سلولی توسط اکسپانسین (Expansin)، یک پروتئین شل‌کننده دیواره وابسته به پی‌اچ، گسترش بیشتری پیدا می‌کنند. اکسپانسین اتصالات شبکه‌مانند بین میکروفیبریل‌های (Microfibril) سلولز را در دیواره سلولی شل می‌کند، که به حجم سلول اجازه می‌دهد تا با آماسیدگی و گذرندگی افزایش یابد.
یک توالی معمولی که منجر به این می‌شود شامل معرفی یک هورمون گیاهی است (برای نمونه اکسین)، که باعث می‌شود پروتون‌ها (یون‌های H+) از سلول به دیواره سلولی پمپ شوند. در نتیجه محلول دیواره سلولی اسیدی‌تر می‌شود.
توسط دانشمندان مختلف پیشنهاد شد که اپیدرم هدف منحصربه‌فرد اکسین است، اما این نظریه به مرور زمان مورد تأیید قرار نگرفت. این امر فعالیت اکسپانسین را فعال می‌کند و باعث می‌شود که دیواره توسعه‌پذیرتر شود و تحت شل شدن استرس دیواره قرار گیرد، که سلول را قادر می‌سازد آب را بگیرد و منبسط شود. تئوری رشد اسیدی در گذشته بسیار بحث‌برانگیز بوده است.